# Massicus fasciatus
Massicus fasciatus är en skalbaggsart som först beskrevs av Masaki Matsushita 1933.  Massicus fasciatus ingår i släktet Massicus och familjen långhorningar.
Artens utbredningsområde är Taiwan. Inga underarter finns listade i Catalogue of Life.